# Charentonnay
Charentonnay é uma comuna francesa na região administrativa do Centro, no departamento Cher. Estende-se por uma área de 21,93 km². Em 2010 a comuna tinha 299 habitantes (densidade: 13,6 hab./km²).